# C. Thomas Howell
Christopher Thomas Howell (7. prosince 1966, Los Angeles, USA) je americký herec a režisér, nejvíce známý díky rolím ve filmech Stopař (1986) a Ztracenci (1983).

## Filmografie, výběr
- E.T. - Mimozemšťan (1982)
- Ztracenci (1983)
- Rudý úsvit (1984)
- Tank (1984)
- Tajná ctitelka (1985)
- Měsíční svit (1985 - 1986) - 2 epizody

- Stopař (1986)
- Jak chutná černá (1986)
- Návrat tří mušketýrů (1989)
- Buď v klidu (1990)
- Gettysburg (1993)
- Tetovaná Tereza (1994)

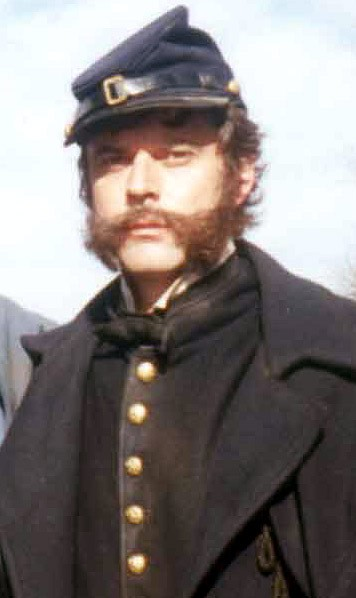
Howell při natáčení filmu Bohové a generálové.

- Čisté nebezpečí (1996) - též režie
- Krajní meze - epizoda Návrat (1998)
- VIP (1998) - 1 epizoda
- Podsvětí (1999)
- Hitman (1999)
- Amazonka (1999 - 2000) - 22 epizod
- Stopař II: Čekám... (2003)
- Bohové a generálové (2003)

- Ohnivý oceán (2004)
- Skleněná past (2005)
- Farma smrti (2005)
- Dobrodružství Poseidonu (2005)
- Invaze světů (2005)
- Anděl smrti (2005)
- Pohotovost - epizoda Lidský štít (2005)
- Odvrácená strana Jericha (2006)
- Da Vinciho poklad (2006)
- 24 hodin (2006) - 2 epizody
- Válka světů 2: Další vlna (2008) - též režisér
- Zapomenutý ostrov (2009) - též režisér
- Prci, prci, prcičky: Kniha lásky (2009)
- Myšlenky zločince (2009 - 2013) - 5 epizod
- Policajti z L. A. (2009 - 2013) - 27 epizod
- Agentura Jasno (2010) - epizoda Jeden, možná dva způsoby, jak z toho ven
- Kříž (2011)

- Pavouci útočí (2011)
- Revoluce (2012) - epizoda Žena na řetězu
- Havaj 5-0 (2012) - epizoda Poslední přání
- Castle na zabití (2012) - epizoda Poslední píseň
- Amazing Spider-Man (2012)
- Liga spravedlivých: Záchrana světa (2013) - dabing
- Slib mlčení (2013)
- Zákon gangu (2013) - 1 epizoda
- Spravedlnost v krvi (2013) - epizoda Občanská povinnost
- Grimm (2014) - 5 epizod
- Ospalá díra (2015) - 1 epizoda
- Liga spravedlivých: Bohové & monstra (2015) - dabing
- Ray Donovan (2017) - 4 epizody

- Tým SEAL (2017 - 2019) - 3 epizody
- Černá listina (2018) - 2 epizody
- Živí mrtví (2018) - epizoda Stradivarius
- Suicide Squad: Hell to Pay (2018) - dabing